# Bình Phòng
Bình Phòng (tiếng Trung: 平房区, Hán Việt: Bình Phòng khu) là một quận thuộc địa cấp thị Cáp Nhĩ Tân, tỉnh Hắc Long Giang, Cộng hòa Nhân dân Trung Hoa. Quận này có diện tích 98.0 km², trong đó diện tích đô thị là 16,9 km², dân số: 157.000 người. Quận này có mã số bưu chính 150060. Trụ sở chính quyền quận đóng tại số 98, đại lộ Hữu Hiệp. Quận này có sân bay và nhà ga đường sắt. Về mặt hành chính, Bình Phòng được chia ra làm 6 nhai đạo biện sự xứ (Hữu Hiệp, Bảo Quốc, Liên Minh, Tân Vệ, Tân Cương, Hưng Kiến) và 2 trấn: Bình Phòng, Bình Tân.